# Makrochóri (ort i Grekland, Mellersta Makedonien)
Makrochóri är en ort i Grekland.   Den ligger i prefekturen Nomós Imathías och regionen Mellersta Makedonien, i den norra delen av landet, 300 km norr om huvudstaden Aten. Makrochóri ligger 38 meter över havet och antalet invånare är 4 965.
Terrängen runt Makrochóri är platt åt nordost, men åt sydväst är den kuperad. Runt Makrochóri är det ganska tätbefolkat, med 129 invånare per kvadratkilometer. Närmaste större samhälle är Véroia, 5,0 km sydväst om Makrochóri. Trakten runt Makrochóri består till största delen av jordbruksmark.